# تنا (اکوادور)
تنا (به اسپانیایی: Tena) یک شهر در اکوادور است که در استان ناپو واقع شده‌است. تنا ۲۶۱٫۸۴ کیلومتر مربع مساحت و ۳۳٬۹۳۴ نفر جمعیت دارد و ۵۹۸ متر بالاتر از سطح دریا واقع شده‌است.